# Cathédrale de la Présentation-de-la-Vierge-Marie-au-Temple de Réthymnon
La Cathédrale de la Présentation-de-la-Vierge-Marie-au-Temple (grec moderne : Μητροπολιτικός Ναός Εισοδίων της Θεοτόκου), également connue sous le nom de Megáli Panagía (grec moderne : Μεγάλη Παναγία), est une cathédrale orthodoxe située dans la ville de Réthymnon, sur l'île de Crète, en Grèce. Elle constitue la cathédrale ou le siège épiscopal de la métropole de Réthymnon et Avlopótamos de l'Église de Crète. La cathédrale est dédiée à la Présentation de Marie au Temple,.

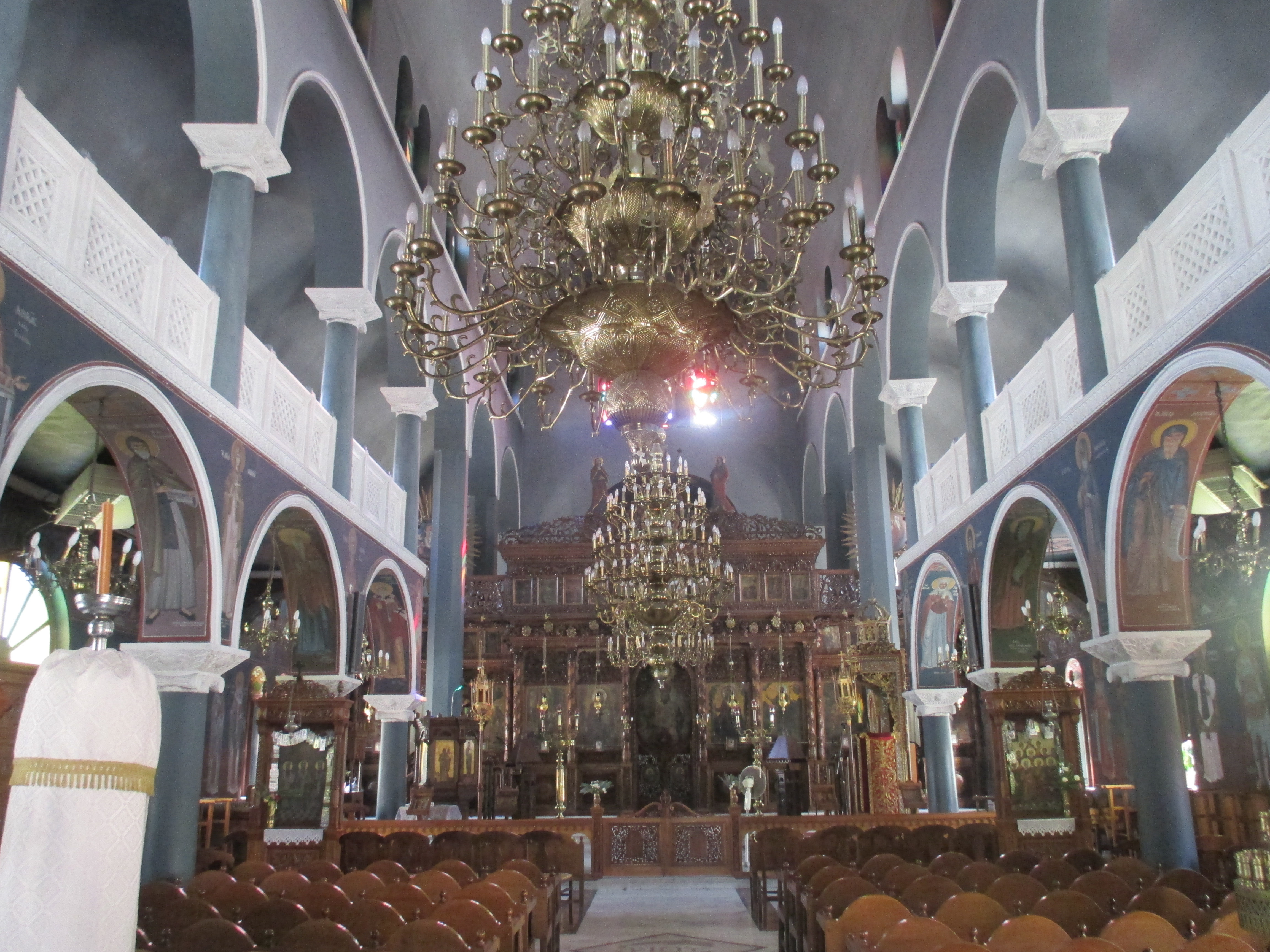
Vue de l'intérieur de la cathédrale.

Une église de taille plus modeste se dresse sur le site de la cathédrale dès la période vénitienne. Les travaux de construction de la cathédrale commencent en 1844 et s'achèvent en 1856. La cathédrale est fortement endommagée lors des bombardements pendant la Seconde Guerre mondiale. Elle est démolie en 1956, puis reconstruite au cours des années 1960. Le clocher de la cathédrale est construit en 1899,.
La cathédrale est située dans la vieille ville de Réthymnon. La cathédrale est de plan basilical avec trois ailes. Elle mesure 32,5 mètres de long, 13,3 mètres de large et 16 mètres de haut, sans compter le clocher. Le clocher est d'une hauteur de 23,3 mètres. La nef centrale de l'église est dédiée à la présentation de la Vierge Marie au Temple (grec moderne : Εισόδια της Θεοτόκου), conformément au nom de la cathédrale dans son ensemble. La nef nord est dédiée aux Trois Hiérarques (grec moderne : Τρεις Ιεράρχες), tandis que la nef sud est dédiée aux Saints Apôtres (grec moderne : Άγιοι Απόστολοι). L'édifice de la cathédrale est entouré d'une place du même nom,.